# Percfest
Il Percfest è un festival europeo internazionale del jazz creato a Laigueglia nel 1996 dal musicista e direttore artistico Rosario Bonaccorso, contrabbassista di Enrico Rava e dedicato alla memoria del fratello Giuseppe Naco Bonaccorso, scomparso in un incidente stradale nel 1996.
Il festival ha visto le esibizioni di importanti artisti italiani e internazionali. Tra gli altri Eumir Deodato, Tom Harrell, Gilson Silveira, Elio e le Storie Tese, Adrienne West, Paolo Fresu, Tullio De Piscopo, Ellade Bandini, ecc..
Il festival si svolge a Laigueglia dal 15 al 20 giugno, con varie attività, seminari e corsi musicali.

## Albo d'oro
- 1997 - Gianni Branca (singoli), Dado Sezzi e Marco Fadda (ensemble)
- 1998 - Alessio Riccio (singoli), Tamburo (ensemble), Pino Fusco (premio speciale)
- 1999 - Leander Kaiser (singoli), Bridon Lombardo-project (ensemble)
- 2000 - Progetto terra in comune CCG percussion ensemble (premio speciale)
- 2001 - Ruggero Rotolo, Gaetano Fasano
- 2002 - Andrea Beccaro, Riccardo Ruggeri
- 2003 - Stefano Tedesco, Giampaolo Campus e Stefano Incani
- 2004 - Maurizio Mirabelli
- 2005 - Marco Iannetta
- 2006 - Nenè Duo (Lorenzo Gasperoni e Carla Colombo)
- 2007 - Suduoku (Federico Paulovich e Nicola Angileri)
- 2008 - Dario Congedo
- 2009 - Mario Principato
- 2010 - MU
- 2011 - Matteo Scarpettini
- 2012 - Danilo Raimondo e Loris Lombardo
- 2013 - Balance two (Manuel Prota, Roberto Brusca e Toti Di Maio)